# Lee Miller
Lee Miller (ur. jako Elisabeth Miller 23 kwietnia 1907, zm. 21 lipca 1977) – amerykańska fotografka, dziennikarka i modelka. Urodzona w miasteczku Poughkeepsie w stanie Nowy Jork. W latach 20. rozpoczęła karierę modelki, następnie przeniosła się do Paryża, gdzie zyskała rozgłos jako fotografka mody i sztuki. Od 1927 współpracowała na stałe z miesięcznikiem „Vogue”. Podczas II wojny światowej została korespondentką wojenną tego czasopisma, opisywała i dokumentowała m.in. bombardowania Londynu, wyzwolenie Paryża, a także obozów koncentracyjnych w Buchenwaldzie i Dachau. Po wojnie osiadła w Wielkiej Brytanii, gdzie do końca życia zmagała się z depresją i alkoholizmem, wywołanymi zarówno przez traumatyczne przeżycia podczas wojny, jak i gwałt, którego ofiarą stała się w dzieciństwie.

## Życiorys

### Młodość
Elisabeth Miller urodziła się 23 kwietnia 1907 r. w Poughkeepsie w stanie Nowy Jork. W dzieciństwie została zgwałcona przez jednego ze swoich opiekunów, co odcisnęło piętno na jej beztroskim dotychczas życiu. Lee długo zmagała się z poważnymi konsekwencjami zdrowotnymi (została zarażona rzeżączką) oraz cierpiała na zespół stresu pourazowego. Jej ojciec, Theodore Miller, przez lata próbował wzbudzić w dziewczynie upodobanie do własnego ciała, fotografując ją nago. Akty 19-letniej Lee wywołują wciąż silne emocje w wyczulonym na kazirodztwo społeczeństwie, jednak według pewnych źródeł ojciec zawsze był dla niej oparciem.
Lee Miller w wieku dwudziestu lat, za namową Condé Nasta, rozpoczęła karierę top modelki. Przyjęła wtedy imię Lee, jakim zwracała się do niej rodzina. Fotografowali ją wówczas najsłynniejsi fotografowie z tego okresu. Jednak niedługo potem rzuciła nowojorską karierę na rzecz Paryża. Chciała być nie tylko „obiektem oglądu”, ale też kreować. We Francji na swojego nauczyciela wybrała eksperymentującego fotografa – artystę Mana Raya. Przez kilka lat była jego uczennicą, współpracowniczką, modelką i kochanką. Podejrzewa się, że część przypisanych jemu zdjęć jest jej autorstwa. W tym okresie sześć portretów Miller namalował m.in. Pablo Picasso, pracujący podówczas nad Guernicą. Spotkania z francuskim kręgiem artystów surrealistycznych wywarły wpływ na jej prace fotograficzne tworzone w latach 30. i 40. W 1927 nawiązała współpracę z amerykańskim pismem „Vogue”, początkowo jako fotomodelka, a od 1930 jako fotografka. Pozostała z nim związana przez niemal całe zawodowe życie, do 1953.
Mając 24 lata wróciła do Nowego Jorku i otworzyła własne studio fotograficzne. Wzbudziła duże zainteresowania, amerykańskie gazety nazwały ją m.in. „najsłynniejszym pępkiem Paryża”. Portretowała nowojorską elitę, zarówno artystyczną jak i finansową. Klientami Miller byli m.in. wydawca Donald Friede, krytyk literacki Lewis Galantiere, muzealnik Chick Austin, i znani aktorzy: Claire Luce, Selena Royale, a także artysta surrealistyczny Joseph Cornell, aktorki Lilian Harvey i Gertrude Lawrence oraz gwiazdy opery Virgila Thomsona i Gertrude Stein Four Saints in Three Acts (1934). Bohaterami jej zdjęć byli także Jean Cocteau, Paul Éluard, Georges Braque, Virgil Thomson, Max Ernst, Yves Tanguy, Saul Steinberg, Henry Moore, Oskar Kokoschka, Joan Miró czy Desmond Morris. W „Vogue” ukazały się także jej portrety m.in. Dylana Thomasa, Margot Fonteyn, Gertrude Lawrence czy Dorothei Tanning.
Kariera studia, pomimo ogromnych sukcesów i dużej popularności, szybko się skończyła na skutek spotkania dawnych kochanków – Lee i Egipcjanina Aziza Eloui Bey. Uczucie odżyło i poskutkowało ślubem cywilnym, a potem muzułmańskim, w konsulacie egipskim w Nowym Jorku. Następne lata minęły Lee na podróżach pomiędzy Europą a Egiptem. Wypady do Francji, Nowego Jorku, liczne rozrywki, niebezpieczne praktyki, rozwiązłość i wszechobecne w jej życiu ryzyko sprawiają, że zaczęła myśleć o rozwodzie. W czerwcu 1939 Lee opuściła Egipt na zawsze.

### II wojna światowa

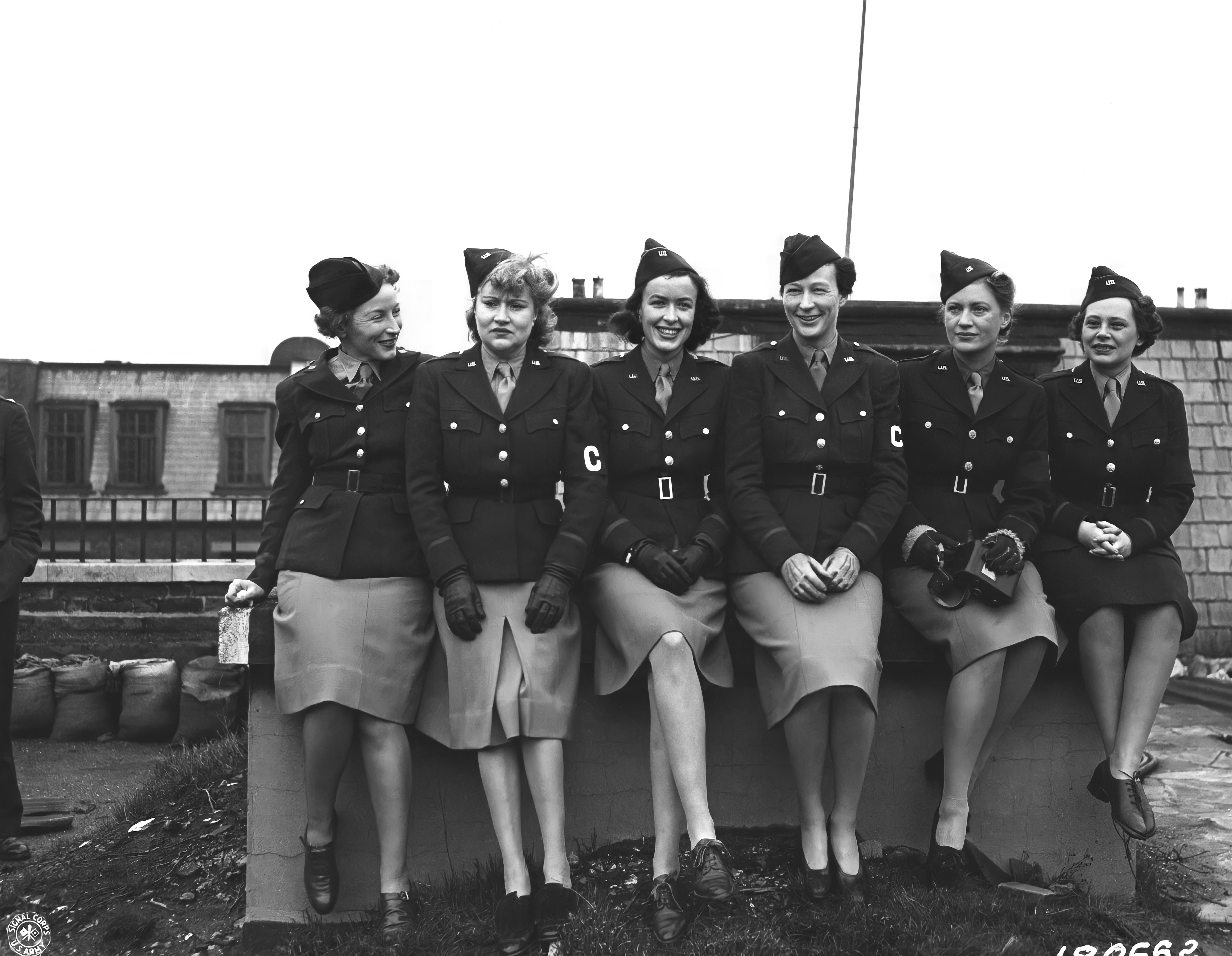
Lee Miller (druga od prawej) wraz z pięcioma innymi korespondentkami wojennymi relacjonującymi postępy wojsk alianckich w czasie II wojny światowej, 1943 rok. Od lewej: Mary Welch, Dixie Tighe, Kathleen Harriman, Helen Kirkpatrick, Lee Miller i Tania Long.

1 września 1939 dostała się do Anglii, gdzie zamierzała zostać do końca życia i włączyć się w ogólnonarodowy wysiłek wojenny. Powróciła do pracy fotografa w magazynach kobiecych. Londyńskie zdjęcia Miller stały się wkrótce kanonicznymi obrazami barbarzyńskiej zagłady kultury. W czasie swojego pobytu na Wyspach Brytyjskich fotografowała jednak także artystów, ludzi kultury czy nauki, m.in. Grahama Sutherlanda. Z tego okresu zachowało się także m.in. jej zdjęcie przedstawiającą Annę Leską w kokpicie myśliwca Spitfire.
Pod koniec 1942 Lee dostała akredytację jako wojenny korespondent „Vogue’a”. 15 września 1944 w gazecie tej opublikowano jej pierwszy reportaż z Francji, napisany wkrótce po lądowaniu w Normandii. Pomimo ważnej misji wciąż znajdowała czas, by dbać o swój image. Już w pierwszych dniach pozowała do zdjęć w ciężkim hełmie, zdjęcie firmowało jej wojenne relacje w „Vogue’u”. Do Paryża wróciła trzeciego dnia po wyzwoleniu z mieszanymi uczuciami. Była pierwszym „żołnierzem alianckim” który odwiedził Picassa w jego pracowni i rozwiała plotki o jego śmierci w czasie wojny. Przez jakiś czas usiłowała godzić zadania korespondenta wojennego i renomowanego fotografa mody. Niedługo potem postanowiła wrócić na wojnę, towarzyszyła oddziałom alianckim podczas m.in. ofensywy w Alzacji czy zdobywaniu Frankfurtu. Jako dziennikarka próbowała rozmawiać z Niemcami. W czasie wyzwalania obozów koncentracyjnych powstały jedne z najbardziej przerażających świadectw hitlerowskich zbrodni – to właśnie Lee była świadkiem dokumentującym te wydarzenia. Po zdobyciu Monachium w 1945. w prywatnym apartamencie dawnej siedziby Hitlera powstało słynne zdjęcie wykonane przez Davida Schermana pt: Lee Miller w wannie Hitlera. Jest to jedno z najsłynniejszych zdjęć prasowych okresu końca II wojny światowej.

### Okres powojenny

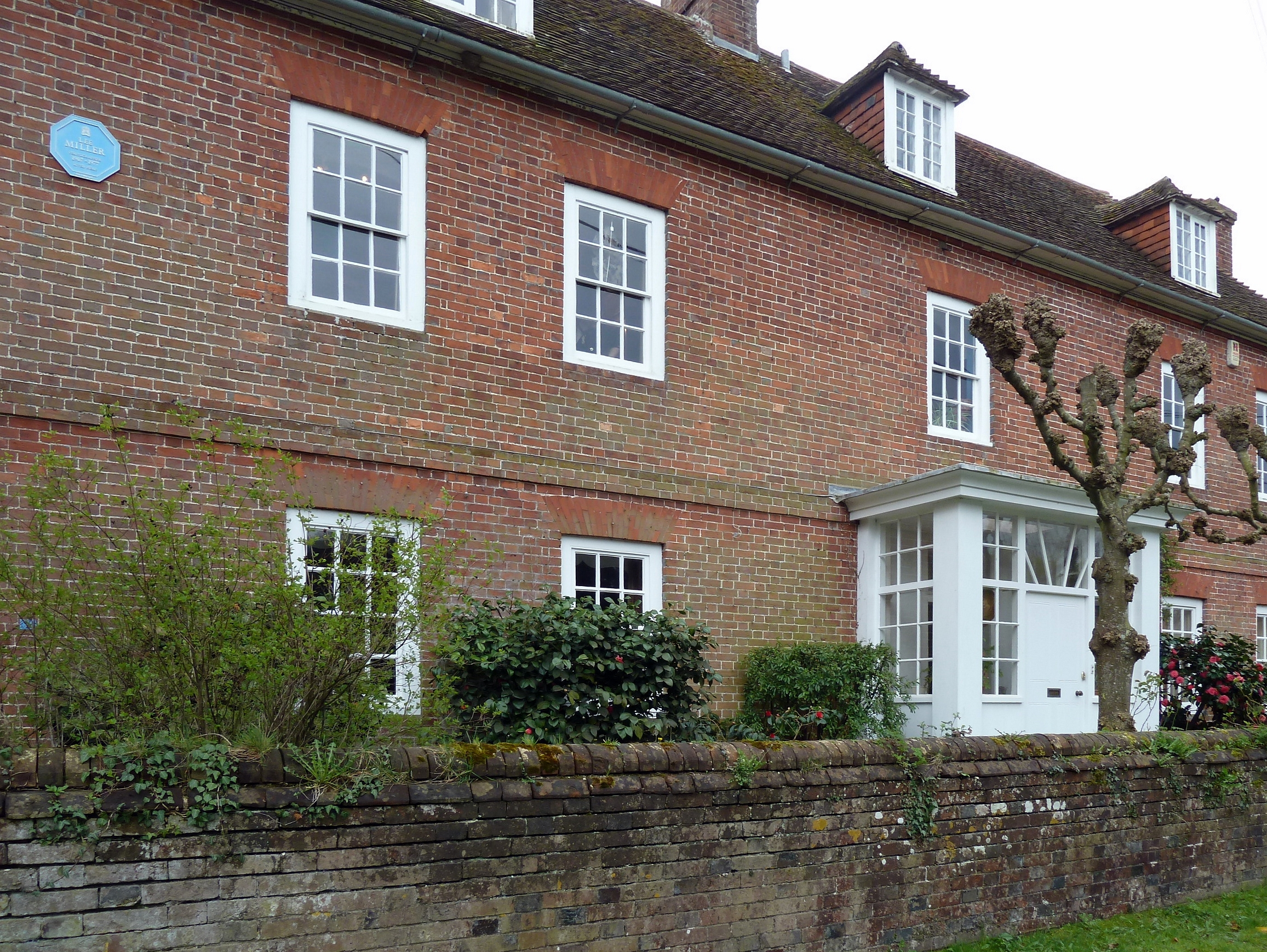
Dom Lee Miller, oznaczony tablicą upamiętniającą fotografkę

Po wojnie Lee zaczęła cierpieć na bezsenność oraz depresyjne nastroje. Nadużywała alkoholu i nie przypominała już dawnej, silnej kobiety. Rozwiodła się z egipskim mężem i wyszła za brytyjskiego artystę Rolanda Penrose’a, z którym romansowała już od dekady. W wieku 40 lat urodziła syna. Nowożeńcy osiedlili się w posiadłości Farley Farm, która wkrótce stała się miejscem spotkań sławnych przyjaciół. W tym samym czasie Lee oddała się swojej nowej pasji kulinarnej, ukończyła paryską szkołę Cordon Bleu i stała się znana z organizowania biesiad artystów, których jej mąż opisywał, a ona sama fotografowała. Niektórzy autorzy w jej eksperymentalnych potrawach widzą prapoczątki późniejszej o wiele dekad kuchni fusion.
Ostatni cykl zdjęć, które wykonała dla „Vogue’a”, był kpiną z sowieckiej propagandy obrazów „radosnej pracy”. Zdjęcia przedstawiały m.in. Picassa, występującego w roli poczciwego dziadziusia małego synka Penrose’ów, Maxa Ernsta na kolanach brukującego ogrodowe schodki czy dyrektora Museum of Modern Art Alfreda H. Barra karmiącego świnie. Wkrótce potem „Vogue” zakończył współpracę z Miller ze względu na niedotrzymywanie przez nią terminów.
Lee Miller, cierpiąca na depresję i alkoholizm, umarła w 1977 w swojej posiadłości w Anglii.

## Spuścizna
Spuścizną artystki zaopiekował się jej syn, Antony Penrose. Na strychu wiejskiej posiadłości rodziców odkrył archiwum ok. 60 tys. negatywów i 20 tys. odbitek i stykówek zdjęć matki. Do lat 70. świat artystyczny praktycznie zapomniał o Lee Miller, a i jej syn za życia matki nie miał pojęcia o jej karierze fotograficznej. Część odnalezionych zdjęć posłużyła do uruchomienia strony internetowej poświęconej artystce, część wykorzystano także do ilustracji kilku jej biografii, m.in. pióra samego Penrose’a (The Lives of Lee Miller; 1988). Za sprawą Antonyego Penrose’a w wielu państwach odbyły się także wystawy retrospektywne dzieł jego matki, m.in. w brytyjskim Imperial War Museum.
Biografia Lee Miller pióra jej syna została zekranizowana. W filmie "Lee. Na własne oczy" w rolę fotografki wcieliła się Kate Winslet. Polska premiera filmu odbyła się 5 września 2024.